# Paddy's Markets

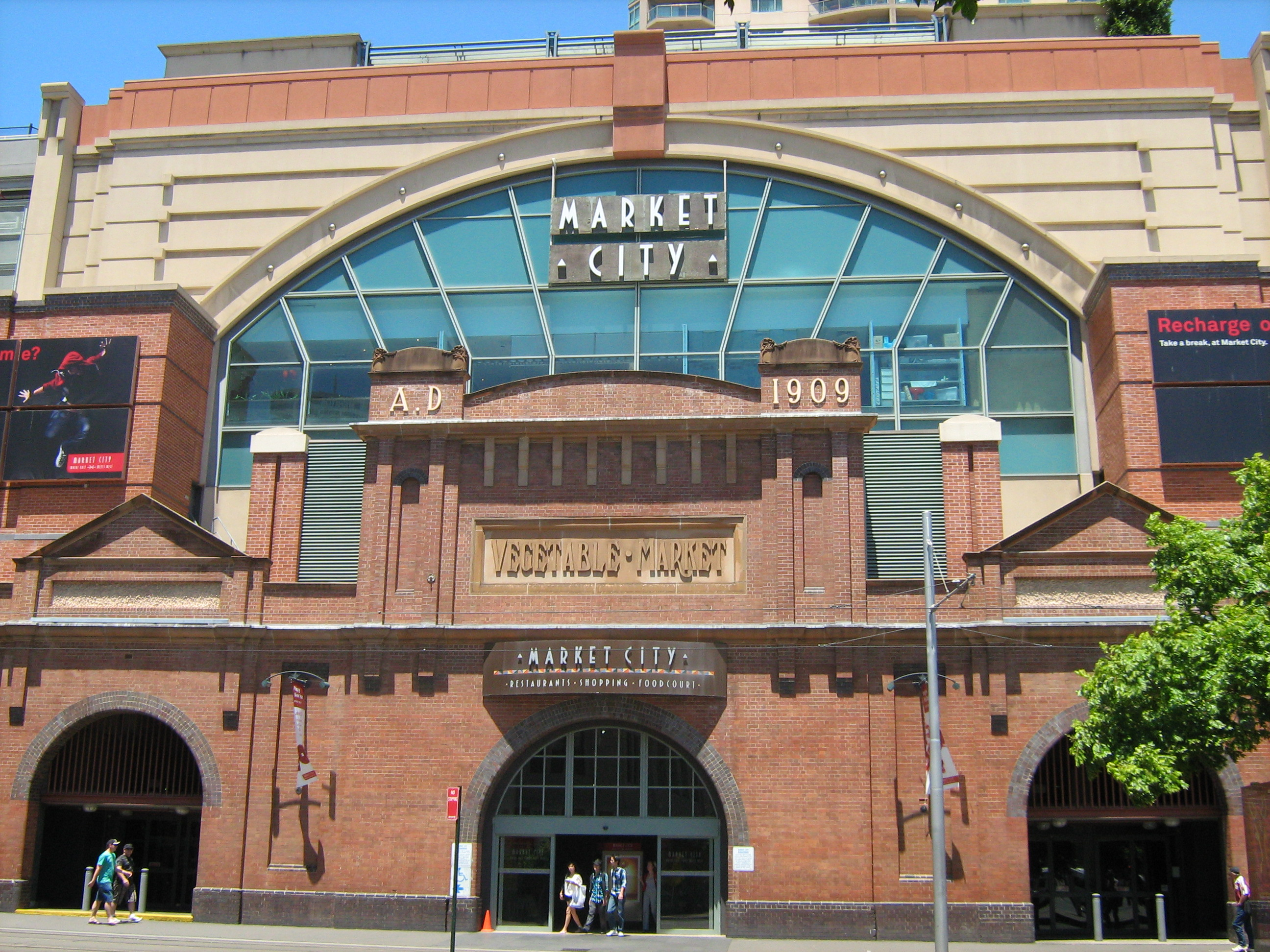
Paddy's Markets de Haymarket en Sídney

Los Paddy's Markets de Sídney es una empresa comercial que tiene dos grandes mercados en Sídney, Nueva Gales del Sur, Australia. Los Paddy's Markets de Sídney están situados en los barrios de Haymarket y Flemington y son mercados especializados en la venta de fruta, verdura, pescado, ropa y productos para regalar. 
Por un lado, el Paddy’s Market de Flemington se encuentra en los Sydney Markets, una zona comercial situada a las afueras de la ciudad dividida en varios mercados como el Paddy’s Markets, el Sydney flowers Market (un mercado floral) o el Swap and Sell Market (un mercado de productos de segunda mano), entre otros. Esta zona es la principal distribuidora de productos en Sídney, ya que abastece tanto a grandes empresas como a particulares. Sin embargo, los Paddy’s Markets situados allí solo abren de viernes a domingo para vender fruta, verdura, ropa y productos para regalar. 
Por otro lado, el Paddy’s Market de Haymarket, situado al lado de Chinatown, se asemeja más a un tradicional mercadillo especializado en ropa y productos para regalar baratos e importados, aunque también dispone de una pequeña sección de venta de fruta, verdura y marisco. Este mercado, que abre todos los días, es muy conocido por los turistas, ya que en él se puede encontrar una gran cantidad de souvenirs. Además, actualmente es considerado uno de los iconos de la ciudad, debido a la preservación de su estado original después de 150 años.

## Historia
Estos mercados, en los que los primeros colonos de Sídney vendían sus productos frescos, primero se situaron en The Rocks, el barrio más antiguo de la ciudad; más tarde, se trasladaron a la Bahía de Cockle, y por último, en 1830, se volvieron a trasladar al lugar donde ahora se encuentra el Queen Victoria Building.
Finalmente, en 1934 el Governador de Nueva Gales del Sur, el General Richard Bourke, decidió trasladar estos mercados en los que se vendía ganado, heno y cereales a Campbell Street, una calle que corresponde a la zona de Haymarket actualmente. Esta decisión provocó una división entre los vendedores, ya que algunos tenían una clientela habitual y, en lugar de trasladarse a la nueva zona, decidieron quedarse en el mercado de The Rocks situado en George Street. 
Sin embargo, cuando el General Richard Bourke permitió que los mercados de Haymarket abrieran los sábados hasta las 22 h, estos adquirieron más popularidad entre clientes y vendedores. Este hecho ayudó a su conservación y, en 1942, pasaron a ser administrados por el gobierno local.
Justo en frente de los mercados, había una zona en la que vivían muchos artistas de circo. Este hecho hizo que los sábados se llevaran a cabo diversas actuaciones en los mercados. Con el tiempo, estas actividades eran cada vez más populares y la venta de heno y cereales pasó a un segundo plano. Por ello, el nombre de Haymarket (que significa mercado de heno en español) dejó de ser adecuado para la zona y fue denominada oficialmente Paddy’s Markets en 1942.
El origen de su nombre es desconocido, pero se cree que viene de Liverpool (Inglaterra) donde había un conocido mercado del mismo estilo y con el mismo nombre. Esta teoría encajaría con el hecho de que había una gran cantidad de inmigrantes irlandeses pobres que compraban en esa zona de Sídney.
A finales de la década de 1960 se decidió trasladar los mercados situados fuera de la zona de Haymarket a Flemington, a las afueras de la ciudad. Como en aquel momento los Paddy’s Markets ya se habían convertido en un elemento característico de la vida cotidiana en Sídney, se decidió incluir un nuevo Paddy’s Market en esa nueva zona comercial que se abrió al público en 1975.

## Galería de fotografías

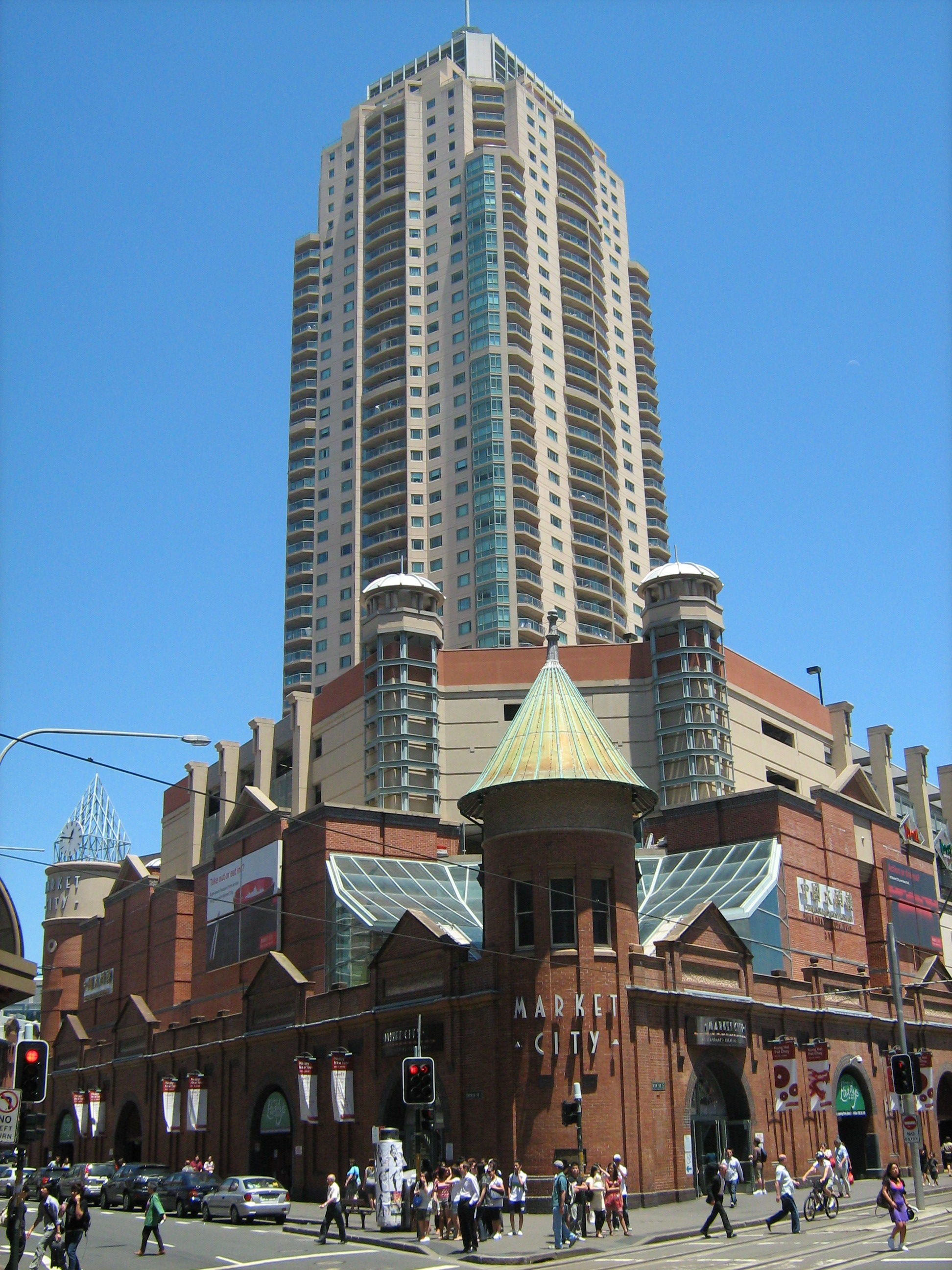
Market City encima de los Paddy's Markets
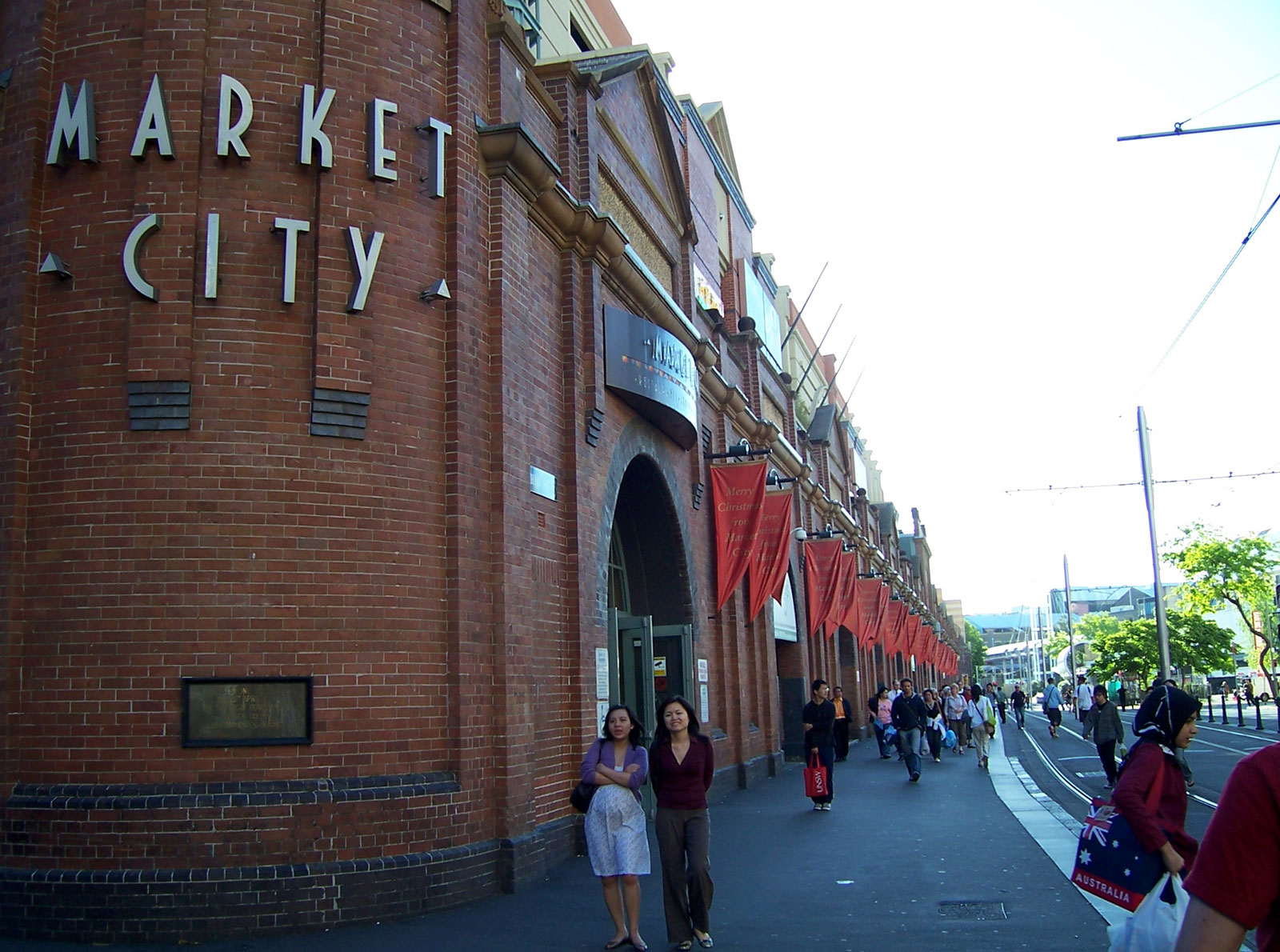
Paddy's Markets de Haymarket
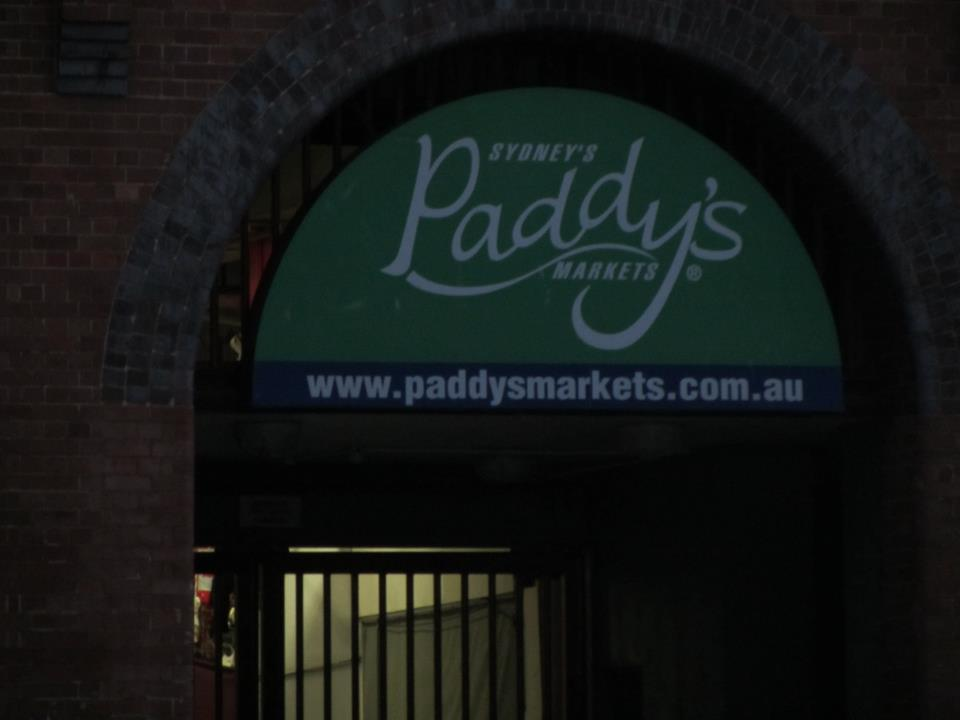
Logo de Paddy's Markets